# Bendt Eyckermans
Bendt Eyckermans (Antwerpen,14 januari 1994) is een Belgisch figuratief kunstschilder en tekenaar.
Hij is gekend voor zijn weergave van persoonlijke waarnemingen, aangevuld met sculpturale toevoegingen, clair-obscur effecten, diepteperceptie en verwijzingen naar Belgische kunstschilders uit het verleden.
Hij woont en werkt in Antwerpen.

## Jeugd en opleiding
Bendt Eyckermans komt uit een Antwerpse kunstenaarsfamilie, waarvan hij zichzelf de 5e generatie noemt. Zijn vader is de beeldhouwer, tekenaar en graficus Barthold Eyckermans, destijds docent aan, directeur van het deeltijds kunstonderwijs van de Koninklijke Academie van Antwerpen en sinds 2014 voorzitter van KoMASK, de Koninklijke Maatschappij ter Aanmoediging van de Schone Kunsten. Zijn grootvader was de beeldhouwer Lode Eyckermans, destijds directeur van de Academie van Mechelen.
In zijn jeugd bracht Bendt Eyckermans veel tijd door in de ateliers van zijn vader en grootvader. Op deze wijze was hij van jongs af aan met kunst vertrouwd. Hij had een voorliefde voor tekenen. Op 16-jarige leeftijd ging hij naar de tekenschool, waarin hij veel voldoening vond en besloot om verder in de kunstrichting te gaan. Na zijn middelbare studies zette hij zijn opleiding verder aan de Academie van Antwerpen, aanvankelijk met de bedoeling om beeldhouwer te worden.
Tijdens zijn opleiding leerde hij het werk van Belgische kunstenaars zoals Jean Brusselmans, Floris Jespers, Oscar Jespers en James Ensor kennen en was onder de indruk van hun weergave van persoonlijke waarnemingen op het doek en van hun intens kleurgebruik. Dit was voor Eyckermans de aanleiding om voor schilderkunst te kiezen, omdat hij in deze kunstvorm het best zijn emoties kon uitdrukken. Hij hanteerde weliswaar een eigen techniek en stijl, veel minder expressief en met veel meer aandacht voor detail dan zijn inspiratiebronnen.
Daarnaast was hij gefascineerd door de driedimensionale Assyrische en Oud-Egyptische bas-reliëfs. Dit leidde er toe dat hij met diepteperceptie sculpturen in zijn schilderijen begon te verwerken.
In 2016 behaalde hij zijn diploma van "Master in de vrije kunsten - schilderkunst".

## Zelfstandig kunstschilder
Na zijn studies koos hij voor een carrière als zelfstandig kunstschilder en vestigde zich in het voormalige beeldhouwersatelier van zijn grootvader waar, naast sculpturen, nog immer al het beeldhouwersmateriaal intact aanwezig was.
Zijn succes kwam zeer snel met meerdere groeps- en solotentoonstellingen. In 2018 was hij de eerste kunstenaar die een tentoonstelling kreeg in "De Vereniging", de nieuwe tentoonstellingszaal van het S.M.A.K. in Gent.
Ondanks het succes werkt Bendt Eyckermans zeer planmatig en behoedt zich voor commerciële druk ten koste van het artistieke resultaat.
Bendt Eyckermans werd in 2025 geselecteerd als een van de hedendaagse toonaangevende kunstenaars in de overzichtstentoonstelling Painting after Painting in het SMAK in Gent.

## Stijl en oeuvre

### Stijl
Zijn stijl is een combinatie van realisme en expressionisme met surrealistische kenmerken door een bevreemdende setting van personages en voorwerpen. Zijn voorstellingen bevatten anachronismen en vervormingen van het perspectief. Dikwijls is er een verwijzing naar  Belgische grote kunstschilders zoals Spilliaert, Ensor en de Vlaamse primitieven aanwezig. In het buitenland wordt hij hierdoor soms omschreven als een "Belgische surrealist", tot ongenoegen van Eyckermans die zichzelf een "Vlaamse schilder" noemt.

### Thema
Al zijn werken zijn gebaseerd op zijn persoonlijke waarnemingen van zijn directe omgeving. Dit kunnen herinneringen zijn uit de liefde of het nachtleven, maar ook toevallige ontmoetingen of bezoeken in en sfeer die de tijdsgeest van de huidige Antwerpse generatie weergeeft. Alle personages (of delen ervan) zijn vrienden, bezoekers, zijn vriendin of zelfportretten.
De werken van Eyckermans zijn een uitdrukking van zijn emoties, zijn herinneringen en de vergankelijkheid van het bestaan. Hij wil geen maatschappelijke boodschap brengen, noch choqueren. In zijn interviews geeft hij nooit commentaar over de inhoud van zijn werken, enkel over de techniek. Het is aan de toeschouwer om eigen associaties te maken of betekening te geven aan de realistische voorstellingen gecombineerd met absurde elementen. Met zijn titels zorg hij voor een aanvulling op dit bevreemdend karakter.

### Techniek
Bendt Eyckermans heeft steeds een fototoestel bij de hand en legt zijn waarnemingen vast op foto’s. Aan de hand van deze foto's maakt hij schetsen die hij samenkleeft om er een tekening van te maken, met bewuste fouten, vervormingen en onwaarschijnlijke houdingen. Dikwijls voegt hij sculpturale elementen toe wat zorgt voor een "monumentaal karakter". Hij brengt de lijnen van die tekening nauwkeurig met acrylverf over op een ruw doek en schildert en kleurt die daarna met olieverf op een korrelige wijze. Het eindproduct zorgt voor een indruk van een wazig geworden foto, aangevuld met pointillistische elementen, diepteperceptie en verfvlekken. Kenmerkend is de clair-obscure en de indruk van beweging in het eindresultaat.

### Licht
Licht is bijzonder belangrijk in zijn werk. Hij maakt grote theatrale werken, waarbij het licht zorgt voor sterke accenten. Ook tijdens het schilderen zelf en bij de presentatie van zijn werk op tentoonstellingen hecht hij bijzonder veel belangstelling aan de lichtinval.

### Film
Bendt Eyckermans heeft een passie voor film. Hij was jurylid van het internationale kortfilmfestival van Gent in 2022. Films zijn voor hem een belangrijke bron van inspiratie, wat aanleiding geeft tot hyperrealistische of cartooneske beelden in zijn werk.

## Musea en collecties
Zijn werk "Het Slot" is aangekocht door de Vlaamse Gemeenschap en zijn werk "De Interne Oorlog" is opgenomen in de Stadscollectie Antwerpen. Deze werken bevinden zich in het MHKA. Verder is zijn werk opgenomen in in The Rachofsky Collection in Dallas, het Sifang Art Museum, Nanjing en TANK in Shanghai.

## Boek
In 2020 bracht hij in samenwerking met Dominic Van den Boogerd het kunstboek "A Dream of Thirst" uit.

## Tentoonstellingen (selectie)[17][20]

### Solotentoonstellingen

###### 2023
- 'Beeldmaker', Gallery Sofie Van de Velde, Antwerpen
- 'Love Fulfilled', Gallery Carlos / Ishikawa, Londen, Verenigd Koninkrijk

###### 2022
- TANK, Shanghai, CN
- 'An Introcosm', Andrew Kreps Gallery, New York, VS

###### 2019
- 'Blue shadow', Gallery Sofie Van de Velde, Antwerpen
- Yellow leaves', Gallery Carlos / Ishikawa, Londen, Verenigd Koninkrijk

###### 2018
- 'A Stranger's Hand', De Vereniging, Vrienden v/h S.M.A.K., Gent
- Kusseneers Gallery, Brussels

###### 2017
- 'The clouds have gathered', Kusseneers Gallery, Brussel

### Groepstentoonstellingen

###### 2025
- Ensemble, The Perimeter, Londen
- Painting after Painting, S.M.A.K., Gent

###### 2024
- 'Don't think twice, it's all right', Gallery Sofie Van de Velde, Antwerpen

###### 2022
- 'Art Antwerp 2022', Gallery Sofie Van de Velde, Antwerpen

###### 2021
- Kunstenfestival Watou, Poperinge
- MA Festival, Brugge
- Fifteen Painters', Andrews Kreps Gallery, New York, VS
- 'Lipstick and Gas Masks', MHKA, Antwerpen

###### 2020
- 'L'heure bleue', Gallery Sofie Van de Velde & PLUS-ONE Gallery, Antwerpen
- A presentation of new works by Bendt Eyckermans and Stuart Middleton, Gallery Carlos / Ishikawa Londen, VK

###### 2018
- ‘Grote prijs Ernest Albertprijs’, CC Mechelen, Mechelen

###### 2017
- ‘Flowers’, PLUS-ONE Gallery, Antwerpen

- 'Intimi', Kusseneers Gallery, Brussel
- 'Capital M', Park Spoor Noord, Antwerpen
- 'Beuling', Antwerp Tower, Antwerpen
- 'Het Zwarte Gat' ( The Black Hole), Hof ter Biest, Ekeren
- 'A L’état Sauvage', Troncaise, Frankrijk

###### 2015
- '720 Hours', Handelsbeurs, Antwerpen

###### 2014
- 'A Belgian Politician', Marion de Canniere Gallery, Antwerpen
- 'Door het oog van de herinnering' (Through the eye of the memory), Galerie van Campen en Rochtus, Antwerpen